# David Rintoul

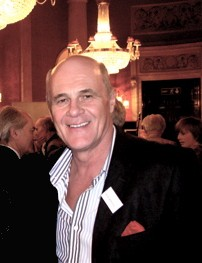
David Rintoul (2009)

David Rintoul (* 29. November 1948 in Aberdeen, Grampian als David Wilson) ist ein schottischer Schauspieler.

## Leben und Karriere
David Rintoul wurde in der Stadt Aberdeen geboren und wuchs mit einem Bruder und einer Schwester auf. Nach der Schulzeit studierte er an der University of Edinburgh und gewann ein Stipendium für die Royal Academy of Dramatic Art in London.
Rintoul wirkte in einer Vielzahl von Theaterproduktionen mit, zumeist mit dem Royal National Theatre und der Royal Shakespeare Company. Zu den inszenierten Stücken Shakespeares gehören Ein Sommernachtstraum, Henry IV., Wie es euch gefällt und die Titelrolle in Macbeth. Weitere Auftritte umfassen Inszenierungen von Werken George Bernard Shaws und Sebastian Barrys.
In Film und Fernsehen ist er seit 1973 aktiv. Er wirkte zunächst an der Serie Weir of Hermiston mit, bevor 1975 in Die Legende vom Werwolf seine erste Filmrolle übernahm. Von 1993 bis 1996 spielte er die Hauptrolle in der Serie Doctor Finlay. Seitdem trat er in einer Vielzahl britischer TV-Serien auf, darunter Prince Regent, Taggart, Agatha Christie’s Poirot oder Game of Thrones. 2019 stellte er in der dritten Staffel der Serie The Crown Michael Adeane dar.
In jüngerer Vergangenheit, lieh Rintoul auch vermehrt Videospielfiguren seine Stimme. Er ist außerdem als Hörspielsprecher tätig. So sprach er beispielsweise fast alle James Bond Geschichten von Ian Fleming sowie Bücher von Robert Harris ein. Außerdem war er seit 2015 in der Rolle des Sir James Powell in John Sinclair - Demon Hunter zu hören, der englischsprachigen Version der Hörspielserie Geisterjäger John Sinclair.
Rintoul ist mit der Schauspielerin Vivien Heilbron verheiratet.

## Filmografie (Auswahl)
| - 1973: Weir of Hermiston (Fernsehserie, 4 Episoden) - 1973: Menace (Fernsehserie, Episode 2x08) - 1975: Die Legende vom Werwolf (Legend of the Werewolf) - 1976: The Flight of the Heron (Fernsehserie, 6 Episoden) - 1978: Crown Court (Fernsehserie, Episode 7x25) - 1979: The Mallens (Fernsehserie, 2 Episoden) - 1980: Stolz und Vorurteil (Pride and Prejiduce, Mini-Serie, 5 Episoden) - 1981: The Member of Chelsea (Fernsehserie, 3 Episoden) - 1982: Solo (Fernsehserie, 2 Episoden) - 1985: A.D. – Anno Domini (A.D., Fernsehserie, Episode 1x04) - 1990: Agatha Christie’s Poirot (Fernsehserie, Episode 3x01) - 1990–2005: Taggart (Fernsehserie, 2 Episoden) - 1992: Kinsey (Fernsehserie, 2 Episoden) - 1993–1996: Doctor Finlay (Fernsehserie, 27 Episoden) - 2001: Hornblower (2 Fernsehfilme) - 2005–2012: Peppa Wutz (Peppa Pig, Fernsehserie, 17 Episoden) - 2007: Unrelated | - 2008: Is Anybody There? - 2009: Ben & Hollys kleines Königreich (Ben & Holly’s Little Kingdom, Fernsehserie, 20 Episoden) - 2010: Der Ghostwriter - 2010: Inspector Barnaby (Fernsehserie, Episode 13x03) - 2011: Injustice – Unrecht! (Injustice, Fernsehserie, 2 Episoden) - 2011: My Week with Marilyn - 2011: Die Eiserne Lady (The Iron Lady) - 2012: Agent Hamilton 2 – In persönlicher Mission (Hamilton: Men inte om det gäller din dotter) - 2013: Die Bibel (The Bible, Fernsehserie, Episode 1x01) - 2014: Son of God - 2014: Silk – Roben aus Seide (Silk, Fernsehserie, Episode 3x03) - 2014: Ironclad 2 – Bis aufs Blut (Ironclad: Battle for Blood) - 2016: Game of Thrones (Fernsehserie, Episode 6x06) - 2016: In Plain Sight (Fernsehserie, 2 Episoden) - 2017: Die Macht des Bösen (The Man with the Iron Heart) - 2019: The Crown (Fernsehserie, 8 Episoden) - 2020: Jungle Beat: The Movie - 2021: The Protégé – Made for Revenge (The Protégé) |